# 108 (artista)
108, pseudonimo di Guido Bisagni (Alessandria, 1978), è un writer italiano.

## Biografia
Vissuto per alcuni anni a Milano, ha visitato diversi paesi europei, dove ha lasciato opere effimere di street art. Ispirato ad artisti come Olivier Stak, ha sperimentato il passaggio dal writing tradizionale alla pittura di grandi e misteriose figure che invadono gli spazi pubblici, divenendo uno tra i più influenti artisti del writing astratto in Italia e in Europa.
A differenza dei writers tradizionali che usano lettering per esprimere il proprio soprannome, Bisagni utilizza la tecnica del numering, numeri al posto delle lettere. I suoi primi lavori sono enigmatiche forme gialle, ottenute ritagliando pellicole viniliche, che appaiono per le strade del mondo a partire dal 1999 grazie allo scambio postale tra diversi artisti di strada, come DAVE di New York che appiccica per le strade della capitale diversi stickers provenienti da ogni parte del mondo.
Il suo lavoro sempre quasi completamente astratto, surreale e minimale trova ispirazione nei graffiti dell'Europa neolitica nelle avanguardie del novecento e in artisti contemporanei quali Stak e Richard Long si discosta da quello degli altri artisti di strada, ma al contempo contaminandosi perde contemporaneità, divenendo a tutti gli effetti un pittore e un muralista. Negli ultimi anni celandosi nel suo immaginario composto di fantasie che vengono giustificate dall'inconscio individuale, sembra mancare sempre più l'impegno nella realizzazione figurativa, e si avvale di compromessi tra avanguardia ed espressionismo neo-pop, accentuando l'interesse per la figurazione primitiva, alla cultura numerologica e tribale cerca di colmare il vuoto tecnico nel figurativo. 108 continua a sperimentare utilizzando non solo la pittura ma anche la creazione di sculture, suoni e installazioni, mai propriamente definite o evolute in qualcosa di sensato. Inoltre si dedica alla "musica" realizzando alcuni progetti solisti e partecipando come membro fisso al gruppo noise Corpoparassita, dove l'aspetto astratto e la negatività hanno più risalto accompagnate d'atmosfere di fastidioso rumore.

## Principali esposizioni

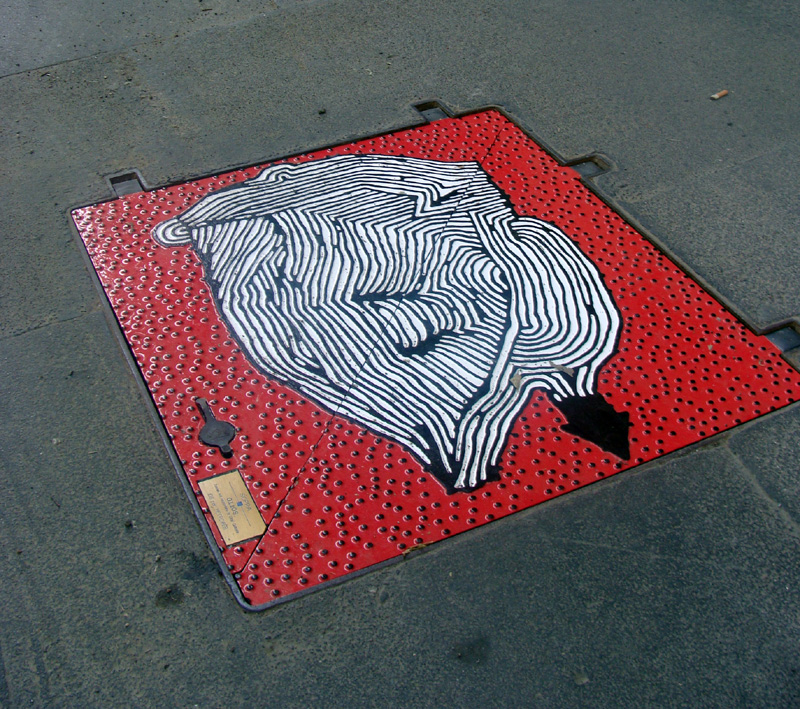
Un tombino disegnato da 108 a Milano

- 2004: Nusign 2.4 Artcore Gallery (Parigi - Francia)
- 2005: Urban Edge Show (Milano)
- 2006: Segundo Asalto, Centro de Historia (Zaragoza - Spagna)
- 2006: EVES, curata da Cesare Bignotti, Piazza Banchi, Genova ).
- 2007: Biennale di Venezia, Arsenale (Venezia)
- 2007: ASA, curata da Cesare Bignotti, Palazzetto Santa Maria, Porto Antico, (Genova).
- 2008: Out of Sth, BWA Gallery (Wroclaw - Poland)
- 2008: Junkbuilding, Triennale (Milano)
- 2008: Nomadaz, Scion Space (Los Angeles - USA)
- 2009: L'eterno ascoltare delle pietre, Mostra Personale, Studiodieci - Vercelli.
- 2010: Fame festival, Grottaglie, Taranto.
- 2010: Agli antipodi della realtà, Mostra Personale, curata da Guillaume Von Holden, Zelle Arte Contemporanea, Palermo.
- 2011: La forma dell'inverno, Mostra Personale, curata da Pietro Rivasi, Spazio Avia Pervia, Modena
- 2013: Lava, soloshow, curata da Ritmo, spazio culturale indipendente, Catania
- 2014: Lava, soloshow, curata da Ritmo spazio culturale indipendente e ospitata da Van Der, Torino
- 2014: Alessandria.[9]
- 2022: Incompiuto terrestre, Reggio Emilia.[10]